# Суперкубок Мальдівів з футболу 2014
Суперкубок Мальдівів з футболу 2014  — 6-й розіграш турніру. Матч відбувся 10 червня 2014 року між чемпіоном і володарем кубка Мальдівів клубом Нью Радіант та фіналістом кубка Мальдівів клубом Мазія. 
| Володар Суперкубка Мальдівів 2014 |
| --------------------------------- |
|                                   |
| Нью Радіант Другий титул          |

## Матч

### Деталі
| 10 червня 2014 19:00 (EEST) |

| Нью Радіант                  | 3:1      | Мазія         |
| ---------------------------- | -------- | ------------- |
| Бонда 28', 41' Алі Фасір 55' | Протокол | Асадхулла 78' |

| Національний стадіон, Мале |